# Gladiolus magnificus
Gladiolus magnificus är en irisväxtart som först beskrevs av Hermann August Theodor Harms, och fick sitt nu gällande namn av Peter Goldblatt. Gladiolus magnificus ingår i släktet sabelliljor, och familjen irisväxter. Inga underarter finns listade i Catalogue of Life.